# Timelaea sihoensis
Timelaea sihoensis är en fjärilsart som beskrevs av Bang-haas 1939. Timelaea sihoensis ingår i släktet Timelaea och familjen praktfjärilar. Inga underarter finns listade i Catalogue of Life.